# Cirsium remotifolium
Cirsium remotifolium là một loài thực vật có hoa trong họ Cúc. Loài này được (Hook.) DC. mô tả khoa học đầu tiên năm 1838.